# Askino
Askino (in russo  А́скино?; in baschiro Асҡын) è un villaggio della Russia europea orientale, situato nella Repubblica autonoma della Baschiria; appartiene amministrativamente al rajon Askinskij, del quale è il centro amministrativo.